# Henry der Schreckliche (Buch)
Henry der Schreckliche (englischer Originaltitel Horrid Henry) ist ein Bilderbuch der US-amerikanisch-britischen Kinderbuchautorin Francesca Simon, das 1994 mit Illustrationen von Tony Ross bei Orion Children’s Books veröffentlicht wurde. Die deutsche Erstausgabe erschien 2006 beim Ravensburger Buchverlag. Es ist der erste Band und Namensgeber der Horrid Henry-Buchreihe (die Fortsetzungen tragen im Deutschen den Titel Der wilde Max).

## Inhalt
Das Buch besteht aus vier Einzelgeschichten, die den Leser in Henrys Leben und das seiner Familie einführen. Neben Henry und seinen leidgeprüften Eltern besteht die Familie noch aus seinem jüngeren Bruder ‚Perfekter Peter‘ – gewissermaßen das genaue Gegenteil des schrecklichen Henry.
In der ersten Geschichte probiert Henry aus, zur Abwechslung mal perfekt wie sein Bruder zu sein. Anstatt Peter frühmorgens zu wecken, indem er ihm Wasser aufs Gesicht schüttet, verhält er sich ruhig. Das führt dazu, dass seine Eltern länger als gewohnt schlafen und die Familie dadurch zu spät zu den Pfadfindern kommt. Henrys ungewöhnlich braves Verhalten ärgert seinen jüngeren Bruder zunehmend und gipfelt schließlich darin, dass Peter einen Teller mit Spaghetti auf Henry wirft. Dieser weicht jedoch aus und der Teller landet im Gesicht der Mutter. Peter wird auf sein Zimmer geschickt und Henry stellt fest, dass perfekt zu sein ganz schön Spaß machen kann!
In der zweiten Geschichte dreht sich alles ums Tanzen und die samstäglichen Tanzstunden zusammen mit seinem Bruder Peter, um für ein Stück zu proben, in dem insgesamt 12 Kinder als tanzendes Gemüse, Obst und Regentropfen auftreten. Henry tanzt eigentlich gerne, aber eben nur allein und zu Hause, während ihm die Tanzstunden mit den anderen Kindern verhasst sind und er stattdessen lieber zum Karate oder Judo gehen würde. Doch seine Eltern sind dagegen. Henry sabotiert die Tanzstunden, indem er das Gegenteil von dem macht, was von ihm verlangt wird, sodass ihn die Tanzlehrerin schließlich dazu verdammt, einfach nur versteckt hinter einem großen Blatt zu stehen. Beim Auftritt vor den Eltern sämtlicher Kinder wird es Henry jedoch zu langweilig und er mimt einen Pterodactylus, der sich auf die Tanzlehrerin stürzt. Die Aktion mündet im kompletten Chaos, Henry bleibt als einziges Kind auf der Bühne zurück und führt dort einen Elefantentanz auf. Henry ist sich sicher, am kommenden Wochenende zum Karate gehen zu dürfen.
In der dritten Geschichte lernen wir ‚Miese Martha‘, ein benachbartes Mädchen, kennen, dessen Launen Henry schwer zusetzen. Zuerst spielen Martha, Henry und Peter Captain Hook. Jeder möchte der Kapitän sein, vor allem Peter, der bisher stets der Gefangene sein musste. Als Henry endlich Hook sein darf, hat Martha keine Lust mehr, Pirat zu spielen. Stattdessen ist sie hungrig und will etwas essen. Henry hat zwar Chips und Schokokekse, möchte diese aber nicht teilen und bietet stattdessen diverses Gemüse und Schleim an. Es entbrennt ein Streit zwischen den beiden, wer ekligeren Schleim herstellen könne. Die beiden landen schließlich in der Küche und rühren dort in einer Schüssel zusammen, was ihnen in die Hände fällt. Als es ans Kosten geht, sind die beiden plötzlich bei weitem nicht mehr so mutig, wie zuvor angekündigt. Da kommt der Perfekte Peter gerade recht, der nach wie vor der Gefangene im Garten ist und Hunger hat!
In der letzten Geschichte fährt Henrys Familie auf Campingurlaub. Alle bisherigen Urlaube waren für Henry ein Gräuel, doch auf den Campingurlaub freut er sich, da er von der Miesen Martha die unglaublichsten Dinge darüber gehört hat: Ein riesiges Zelt mit weichen Betten, großem TV-Gerät und Couch, Kühlschrank, Toilette, Dusche und beheiztem Swimming-Pool! Doch es kommt selbstverständlich anders: An dem Campingplatz, wo es tatsächlich die Super-Komfort-Zelte inklusive allem Luxus gibt, fährt die Familie mit ihrem Auto vorbei. Stattdessen erwarten Henry ein kleines mitgebrachtes Zelt, das selber aufgebaut werden muss, Schlafsäcke, Stechmücken, ein Plumpsklo und natürlich kein Strom oder gar ein Fernseher. Und zu allem Überfluss regnet es auch noch die ganze Zeit. Ein paar Tage später weigert sich Henry, mit dem Rest der Familie spazieren zu gehen. Er darf zurückbleiben, unter der Voraussetzung, trockenes Holz für das Lagerfeuer zu sammeln. Henry macht es sich einfach und statt Äste im Wald zu holen, schnappt er sich ein paar Holzpflöcke, mit denen die Zelte auf dem Campingplatz befestigt sind. Das ergibt ein schönes Feuer, doch als in der Nacht der Wind weht und noch mehr Regen fällt, kollabieren die Zelte sämtlicher Camper. Auf die Frage der Mutter, was sie nun tun sollen, weiß Henry die perfekte Antwort – zwei Stunden später sitzen sie auf einer Couch in einem Riesenzelt des Luxuscampingplatzes, essen Chips und schauen gemeinsam fern.

## Rezeption
Clive Barnes schreibt in seiner Rezension: „Jedes Kind erkennt sich in den beschriebenen heiklen Situationen wieder, sei es das Benehmen bei Tisch, das unausstehliche Nachbarskind oder die Art von Urlaub, die Eltern gefällt, aber nicht den Vorstellungen eines Kindes entspricht. Die extremen Verhaltensunterschiede zwischen dem schrecklichen Henry und dem perfekten Peter sind Reaktionen auf den ewigen Machtkampf zwischen Erwachsenen und Kindern. Kleine Leser haben hier viel zu lachen. Sie genießen Henrys ungeheuerliches Benehmen und bewundern seine Fähigkeit, am Ende gut dazustehen.“ Als das Buch erstmals in den USA verfügbar ist, schreibt Publishers Weekly: „Henrys übertriebenes Verhalten, die flotten Dialoge der Charaktere und Ross‘ hyperbolische Strichzeichnungen werden selbst die zurückhaltendsten Leser fesseln – es gibt wenig Grund zu der Annahme, dass die Serie Leser hierzulande nicht ebenfalls erobern wird.“

## Hintergrund
Laut Clive Barnes hat der schreckliche Henry diverse Vorläufer: Der von der Autorin Richmal Crompton erdachte William oder die Dennis the Menace Comics von Hank Ketcham.

## Referenzen
Henry der Schreckliche ist in dem literarischen Nachschlagewerk 1001 Kinder- und Jugendbücher – Lies uns, bevor Du erwachsen bist! für die Altersstufe 5+ Jahre enthalten.

## Adaptionen
- Henry der Schreckliche, Fernsehserie mit 308 Episoden, aufgeteilt auf sechs Staffeln, 2006

## Ausgaben
- Horrid Henry. Orion Children’s Books, UK 1994 (englisch).
- Henry der Schreckliche. Ravensburger Buchverlag, 2006.